# Long Beach, Minnesota
Long Beach är en ort i Pope County i delstaten Minnesota, USA.